# Moțca (gmina)
Moțca – gmina w Rumunii, w okręgu Jassy. Obejmuje miejscowości Boureni i Moțca. W 2011 roku liczyła 4939 mieszkańców.